# Гіксвілл (Нью-Йорк)
Гіксвілл (англ. Hicksville) — переписна місцевість (CDP) в США, в окрузі Нассау штату Нью-Йорк. Населення — 41 547 осіб (2010).

## Географія
Гіксвілл розташований за координатами 40°45′51″ пн. ш. 73°31′29″ зх. д. / 40.76417° пн. ш. 73.52472° зх. д. (40.764136, -73.524806).  За даними Бюро перепису населення США в 2010 році переписна місцевість мала площу 17,63 км², з яких 17,59 км² — суходіл та 0,04 км² — водойми.

## Демографія
Згідно з переписом 2010 року, у переписній місцевості мешкало 41 547 осіб у 13 412 домогосподарствах у складі 10 558 родин. Густота населення становила 2357 осіб/км².  Було 13761 помешкання (781/км²).
Расовий склад населення:
| - 70,3 % — білих - 19,7 % — азіатів - 2,3 % — чорних або афроамериканців - 0,3 % — корінних американців - 4,8 % — осіб інших рас |

До двох чи більше рас належало 2,7 %. Частка іспаномовних становила 14,5 % від усіх жителів.
За віковим діапазоном населення розподілялося таким чином: 21,1 % — особи молодші 18 років, 63,8 % — особи у віці 18—64 років, 15,1 % — особи у віці 65 років та старші. Медіана віку мешканця становила 41,4 року. На 100 осіб жіночої статі у переписній місцевості припадало 96,2 чоловіків;  на 100 жінок у віці від 18 років та старших — 94,7 чоловіків також старших 18 років.
Середній дохід на одне домашнє господарство  становив 113 519 доларів США (медіана — 95 030), а середній дохід на одну сім'ю — 124 191 долар (медіана — 108 624). Медіана доходів становила 61 892 долари для чоловіків та 50 508 доларів для жінок. За межею бідності перебувало 4,4 % осіб, у тому числі 5,5 % дітей у віці до 18 років та 5,0 % осіб у віці 65 років та старших.
Цивільне працевлаштоване населення становило 22 124 особи. Основні галузі зайнятості: освіта, охорона здоров'я та соціальна допомога — 26,0 %, роздрібна торгівля — 12,8 %, науковці, спеціалісти, менеджери — 11,1 %.